# Абдалааті Ігідер
Реда Абделааті Ігідер  (нар. 25 березня 1987) — марокканський легкоатлет, олімпійський медаліст.

## Виступи на Олімпіадах
| Олімпіада   | Дисципліна         | Місце |
| ----------- | ------------------ | ----- |
| Пекін 2008  | біг на 1500 метрів | 5     |
| Лондон 2012 | біг на 1500 метрів | 3     |
| Лондон 2012 | біг на 5000 метрів | 6     |